# Yelena Bonner
Yelena Georgievna Bonner (15 de fevereiro de 1923 - 18 de junho de 2011) foi uma médica, ativista dos direitos humanos e proeminente dissidente da época da União Soviética. Foi casada com o físico Andrei Sakharov.

## Biografia
Yelena Bonner nasceu em 1923, em Moscou. Seu padrasto foi preso e enviado a um campo de trabalho forçado (Gulag) em 1937 sob a acusação de atividades anti-soviéticas nunca comprovadas. Posteriormente, ele viria a morrer na prisão devido aos maus tratos. Devido aos crimes supostamente cometidos pelo marido, até mesmo a mãe de Yelena Bonner foi enviada a um campo de trabalhos forçados em 1937, lá permanecendo por oito anos.
Quando a Alemanha nazista invadiu a União Soviética, em 1941, Yelena Bonner serviu como enfermeira para o Exército Vermelho. No período entre 1947 e 1953 ela cursou medicina em Leningrado, especializando-se em pediatria. Posteriormente ela atuou como médica em distritos, em uma maternidade e até mesmo realizando alguns trabalhos no Iraque.
Casou-se com um antigo colega de classe, o médico Ivan Semenov, com quem viria a ter dois filhos, Tatiana e Alexei. Anos depois, contudo, ela viria a se divorciar de Semenov.
Em 1965, ela uniu-se ao Partido Comunista da União Soviética. Contudo, ela viria a se desiludir com os ideais do partido após a União Soviética intervir violentamente na Tchecoslováquia, em 1968, no episódio que passaria a ser conhecido como Primavera de Praga. Entre 1968 e 1972, anos em que deixou o partido comunista, Bonner tornar-se-ia um dos mais ativos membros do grupo de dissidentes soviéticos.
Em janeiro de 1972, ela casou-se com o mais famosos dos dissidentes soviéticos, o físico Andrei Sakharov. Em 1975, Bonner tornou-se co-fundadora da organização de direitos humanos Helsinki Watch, sediada em Helsinki, na Finlândia. Em 1977 e 1978, Tatiana e Aleksey, filhos de Yelena Bonner, se mudariam, respectivamente, para os Estados Unidos, devido às pressões exercidas pela KGB contra sua família. Em 1984, ao criticar publicamente o regime soviético, ela viria a ser condenada a cinco anos de prisão. Contudo, em 1985, foi libertada.
Após a morte de Sakharov, em 1989, Bonner continuou seu ativismo pelos direitos humanos, inclusive após a dissolução da União Soviética, em 1991. Posteriormente, ela vigorosamente se levantaria contra a guerra na Chechênia e a de Nagorno-Karabakh, região disputada por Armênia e Azerbaijão. Na Rússia Bonner é mais lembrada, contudo, por haver prestado grande apoio ao então presidente Mikhail Gorbatchov em seu intento de implementar a glasnost e a perestroika, políticas que muito contribuiriam para o fim da Guerra Fria.
Faleceu em 18 de junho de 2011 aos 88 anos. Está sepultada junto ao marido no Cemitério Vostryakovo, Moscou, Rússia.